# Neurolepis silverstonei
Neurolepis silverstonei är en gräsart som beskrevs av Gerrit Davidse och Lynn G. Clark. Neurolepis silverstonei ingår i släktet Neurolepis och familjen gräs. Inga underarter finns listade i Catalogue of Life.